# Effondrement du pont de Morvi
L'effondrement du pont de Morvi est survenu le 30 octobre 2022 à 18 h 40. La passerelle piétonne suspendue construite sous le Raj britannique en 1879 franchissait sur 180 mètres la rivière Machchhu (en) à Morvi, ville du Gujarat dans le nord-ouest de l'Inde. Des centaines de personnes étaient présentes sur le pont à ce moment-là à l'occasion d'une fête religieuse et au moins 141 d'entre elles sont mortes, et 500 sont portées disparues,. Des dizaines de personnes ont été grièvement blessées. 
L'accident s'est produit quatre jours après que le pont a été remis en service après travaux, le 26 octobre à l'occasion du nouvel an gujarati.

## Contexte
Le pont de Morvi est un pont piétonnier de 230 mètres de longueur, construit sous le Raj britannique au XIXe siècle, et inauguré le 20 février 1879.
Il a été fermé pour réparations pendant sept mois. Le pont appartient à la municipalité de Morvi, qui a signé un contrat avec la société privée Oreva Group pour l'entretien et l'exploitation depuis 2008.
La chaîne NDTV a affirmé qu'il avait été rouvert au public le mercredi 27 octobre 2022 sans qu'un certificat de sécurité ait été émis par les autorités.

## Cause
Le responsable de la municipalité a déclaré que l'entreprise privée responsable des rénovations « a ouvert le pont aux visiteurs sans nous en informer et par conséquent, nous n'avons pas pu faire effectuer un audit de sécurité du pont »[réf. souhaitée].
Le député Mohan Kundariya (en) a déclaré qu'il pensait que la cause de l'effondrement était une surcharge. Un porte-parole des opérateurs d'Oreva Group a déclaré au journal The Indian Express qu'il semblait que trop de gens se trouvaient dans la section médiane du pont,  « essayant de le balancer »[réf. souhaitée].

## Controverses
La responsabilité des autorités locales et régionales et de Oreva Group, l'entreprise responsable de l’entretien du pont, a été mise en cause. 
La mairie de Morbi et l'État du Gujarat, tous deux dirigés par le BJP, ont été incapables d'expliquer comment une société sans expérience dans le génie civil a pu remporter un contrat de maintenance d'un pont de l'ère coloniale. En Inde, la corruption reste ancrée dans les contrats publics ; les entreprises proposent des prix très bas et versent des pots-de-vin pour les remporter. En conséquence, les matériaux utilisés sont souvent de faible qualité, et les accidents fréquents.
En outre, Oreva Group aurait rouvert le pont sans avoir obtenu le certificat attestant de la bonne mise en œuvre de la rénovation.